# Cosmospora dingleyae
Cosmospora dingleyae är en svampart som beskrevs av Lowen 1999. Cosmospora dingleyae ingår i släktet Cosmospora och familjen Nectriaceae.   Inga underarter finns listade i Catalogue of Life.